# کاکایی اطلسی
کاکایی اطلسی (نام علمی: Larus atlanticus) نام یک گونه از سرده کاکایی است با بدن سفید و بال‌های سیاه و نوک قوی و چهارگوش.